# Bandiera del Puntland

La variante della bandiera della Somalia, usata fino al dicembre 2009

La bandiera del Puntland è la bandiera adottata dal parlamento del Puntland il 22 dicembre 2009. Essa consiste di tre bande orizzontali: quella in alto è blu, quella in mezzo è bianca e quella in basso verde; la banda in alto inoltre reca al centro una stella bianca.
Prima dell'adozione di questa bandiera il governo del Puntland ne utilizzava un'altra, molto simile alla bandiera della Somalia eccezion fatta per la tonalità di blu più chiara.